# Metaxyllia metallicella
Metaxyllia metallicella là một loài bướm đêm trong họ Noctuidae.